# Rue de Thorins
La rue de Thorins est une voie privée située dans le quartier de Bercy du 12e arrondissement de Paris.

## Situation et accès
Elle débute rue Lheureux et se termine rue Baron Le Roy.
La rue de Thorins est accessible par la ligne de métro 14 à la station Cour Saint-Émilion.

## Origine du nom
Le nom de la voie fait référence au hameau de Thorins, situé sur la commune de Romanèche-Thorins, connue pour son vignoble, du fait de sa proximité avec les entrepôts de vins de Bercy.

## Historique
Une première rue est ouverte en 1877, dans les anciens entrepôts de vin de Bercy, débutait rue du Petit-Bercy et se terminait rue Neuve-de-la-Garonne.
Au début des années 1980, la rue disparait lors de la restructuration de la zone des entrepôts et une seconde rue est créée, sous le même nom, dans le cadre de l'aménagement de la ZAC de Bercy et prend sa dénomination actuelle par un décret municipal du 5 juillet 1993.

## Bâtiments remarquables et lieux de mémoire
- La rue est une voie intégrée à l'espace du musée des Arts forains, près de Bercy Village. Le lieu est classé aux monuments historiques.